# Прохладне (Славський район)
Прохладне (рос. Прохладное) — селище Славського району, Калінінградської області Росії. Входить до складу Ясновського сільського поселення.
Населення — 486 осіб (2015 рік).

## Населення
| 2002 | 2010 |
| ---- | ---- |
| 602  | ↘486 |